# ГЕС Рандан
ГЕС Рандан (фр. Randens) — гідроелектростанція на південному сході Франції. Машинний зал цієї дериваційної ГЕС розташований у долині річки Арк, що є лівою притокою Ізеру (а той у свою чергу — лівою притокою Рони). Проте ресурс до нього подається саме з Ізеру, завдяки чому станція Рандан є нижнім ступенем у створеному на ньому каскаді, перебуваючи нижче від ГЕС Малговерт.
Для роботи станції у верхній течії Ізеру, яка дренує західну частину Грайських Альп, спорудили арково-гравітаційну бетонну греблю Echelles d'Hannibal (інша назва d'Aigueblanche) висотою 41 метр, довжиною 70 метрів та товщиною від 3 до 36 метрів, яка потребувала 25 тис. м3 матеріалу. Вона утворила водосховище об'ємом 0,4 млн м3, яке забезпечує подачу води у дериваційний тунель довжиною 12 км.
Тунель перетинає гірський масив між долинами Ізеру та нижнього Арку і виходить до машинного залу, обладнаного шістьма турбінами типу Френсіс загальною потужністю 130 МВт. При напорі в 154 метри вони забезпечують виробництво приблизно 0,5 млрд кВт-год електроенергії на рік.
Також можна відзначити, що в 1970-х роках водосховище греблі Echelles d'Hannibal використали як нижній резервуар ГАЕС Сент-Елен.